# Ignacio de San Pablo
Ignacio de San Pablo (Arguedas, 1588-24 de febrero de 1638) fue sacerdote católico, trinitario descalzo y cronista español.

## Biografía
Ignacio de San Pablo nació en Arguedas, en la provincia de Navarra, en el año 1538. Ingresó a la Orden Trinitaria en 1608, donde profesó sus votos religiosos y fue ordenado sacerdote. En la orden ocupó los cargos de ministro de los conventos de Madrid (en dos ocasiones) y Pamplona, ministro de la provincia de la Transfiguración (Andalucía), cronista, definidor general y procurador general. En este último, se hizo cargo de las informaciones jurídicas para las causas de beatificación de los siervos de Dios de la rama descalza Juan de San José y Miguel de los Santos. Además participó de las causas del trinitario calzado Simón de Rojas y del carmelita descalzo Juan de la Cruz.
Ignacio de San Pablo fue muy apreciado por el virrey de Navarra, Francisco de Andía Irarrazábal y Zárate; por el obispo de Pamplona, Pedro Fernández Zorrilla; y otros personajes políticos y eclesiásticos, quienes le consultaban en asuntos graves y delicados. Mientras visitaba su pueblo natal, le sorprendió la muerte el 24 de febrero de 1638. Dejó escritos algunos artículos sobre las vidas de san Miguel de los Santos y del siervo de Dios Juan de San José.